# Dennis Cole
Dennis Cole (Detroit, 19 luglio 1940 – Fort Lauderdale, 15 novembre 2009) è stato un attore statunitense.

## Vita privata
Dal 1960 al 1965 è stato sposato con Sally Bergeron. Dal 1978 al 1981 è stato sposato con l'attrice e imprenditrice Jaclyn Smith. Dal 2004 al 2009, anno della sua morte, è stato sposato con Marjorie Fritz.
Dalla prima moglie Sally Bergeron ha avuto un figlio, Joseph Dennis "Joe" Cole, che è stato anche roadie dei Black Flag e che è stato ucciso nel 1991 all'età di trenta anni (era nato nel 1961). Questo crimine è rimasto irrisolto e da allora che è diventato un attivista contro la violenza in televisione. 
Si è spento nel 2009 all'età di 69 anni a causa di un'insufficienza renale.

## Filmografia parziale

### Cinema
- The Captive: The Longest Drive 2, regia di Barry Shear (1976)
- Wheels of Fire, regia di Cirio H. Santiago (1985)
- Pretty Smart, regia di Dimitri Logothetis (1987)
- Death House, regia di John Saxon (1987)
- Città senza futuro (Dead End City), regia di Peter Yuval (1988)
- Incontro fatale (Fatal Encounter), regia di Henri Charr (1990)

### Televisione
- The Felony Squad – serie TV, 73 episodi (1966-1969)
- Bracken's World – serie TV, 26 episodi (1969-1970)
- Bearcats! – serie TV, 14 episodi (1971)
- Medical Center – serie TV, 4 episodi (1971-1975)
- Sulle strade della California (Police Story) – serie TV, 3 episodi (1974-1977)
- Charlie's Angels – serie TV, 3 episodi (1977-1979)
- Love Boat (The Love Boat) – serie TV, 3 episodi (1977-1980)
- Febbre d'amore (The Young and the Restless) – soap opera, 10 puntate (1981-1982)
- Un viaggio nel passato (Cave In!) – film TV (1983)
- Fantasilandia (Fantasy Island) – serie TV, 9 episodi (1978-1984)
- Automan (Automan) - serie TV, 13 episodi (1984)
- Trapper John (Trapper John, M.D.) – serie TV, 3 episodi (1983-1985)
- Mike Hammer investigatore privato (Mike Hammer) – serie TV, 2 episodi (1985-1987)
- La signora in giallo (Murder, She Wrote) – serie TV, episodi 2x20-7x12 (1986-1991)

## Doppiatori italiani
Nelle versioni in italiano delle opere in cui ha recitato, Dennis Cole è stato doppiato da:
- Silvio Anselmo in Charlie's Angels (ep. 1x19)
- Pino Colizzi in Charlie's Angels (ep. 3x16)
- Carlo Marini in Love Boat (ep. 1x02)
- Mauro Bosco in Love Boat (ep. 2x22)
- Roberto Pedicini in La signora in giallo (ep. 2x20)
- Romano Malaspina in La signora in giallo (ep. 7x12)